# Valley Park (Oklahoma)
Valley Park è un comune degli Stati Uniti d'America, situato nello Stato dell'Oklahoma, nella Contea di Rogers.